# Magdalena Kožená
Magdalena Kožená (Brno, Checoslovaquia, 26 de mayo de 1973) es una mezzosoprano checa. Su timbre eslavo recuerda a la gran soprano eslovaca Lucia Popp.
Estudió canto y piano en el Conservatorio de Brno y con Eva Blahova en Bratislava. En 1995 ganó el VII Concurso Mozart en Salzburgo, debutando como Dorabella y Annio en la Volksoper de Viena.
Considerada soberbia cantante en la música del barroco, Bach, Handel, Mozart - Idamante, Cherubino, Sesto, Dorabella-, Debussy, Britten, Ravel, Respighi, Schulhoff, Shostakóvich, y Janáček ha grabado con Gardiner, Harnoncourt, Minkowski, Chung, Rattle y otros presentándose en todas las grandes casa líricas y festivales: Edimburgo, Salzburgo, Munich, Roma, Barcelona, New York, etc.
Es Chevalier de l'Ordre des Arts et des Lettres por el Gobierno Francés (2003) y Artista del Año 2004 de la prestigiosa revista Gramophone.
Como liederista trabaja con Graham Johnson y Malcolm Martineau actuando en Londres (Wigmore Hall), París, Viena (Konzerthaus), Nueva York (Carnegie Hall), Ámsterdam (Concertgebouw), Festival de Música Antigua de Utrecht, Barbican de Londres, Lincoln Center de Nueva York, Festivales de Verbier, Schleswig-Holstein y en los Proms londinenses.
Estuvo casada con el barítono Vincent le Texier; actualmente lo está con el director Sir Simon Rattle con quien ha tenido dos hijos.

## Discografía de referencia
- Ah! Mio Cor - Handel Arias / Marcon
- Bach: Cantatas BWV 179, 199, 113 / Gardiner
- Bach: Cantatas BWV 9, 94, 187 / Kuijken
- Bach: Trinity Cantatas Ii / Gardiner
- French Arias /Marc Minkowski
- Gluck: Armide / Minkowski
- Gluck: Paride Ed Elena / Mccreesh
- Handel: Giulio Cesare / Minkowski, Les Musiciens Du Louvre
- Handel: Messiah / Minkowski, Les Musiciens Du Louvre,
- Handel: Italian Cantatas / Minkowski
- Love Songs - Dvořák, Janáček, Martinů / Johnson
- Mozart: Arias / Rattle
- Mozart: Idomeneo / Norrington
- Mozart: La Clemenza Di Tito / Mackerras
- Rameau: Dardanus / Minkowski
- Songs Erwin Schulhoff, Benjamin Britten, Ottorino Respighi, Dmitri Shostakovich, Maurice Ravel / Martineau
- Vivaldi: Juditha Triumphans / De Marchi
- Zelenka: The Penitents At The Tomb Of The Redeemer / Hugo